# Katholieke Kerk in Zambia

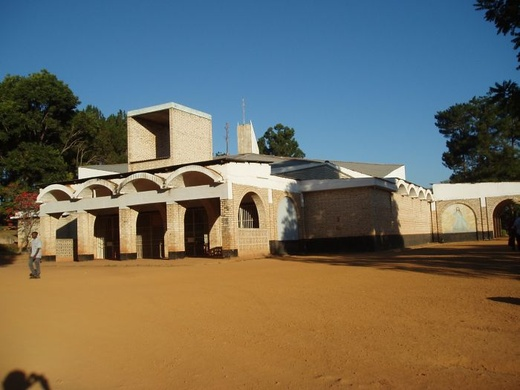
Kathedraal van Kasama

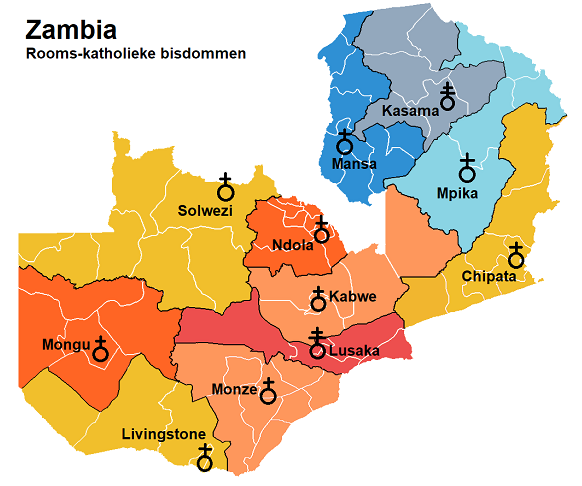
Bisdommen in Zambia

De Katholieke Kerk in Zambia is een onderdeel van de wereldwijde Katholieke Kerk, onder het geestelijk leiderschap van de paus en de curie in Rome.
De katholieken vormen de grootste bevolkingsgroep in Zambia: in 2005 waren ongeveer 3.082.000 (28%) inwoners van Zambia katholiek. Paus Johannes Paulus II bezocht Zambia in 1989.
Zambia bestaat uit twee kerkprovincies, met in totaal elf bisdommen, waaronder twee aartsbisdommen. De bisschoppen zijn lid van de bisschoppenconferentie van Zambia. President van de bisschoppenconferentie is George Cosmas Zumaire Lungu, bisschop van Chipata. Verder is men lid van de Association of Member Episcopal Conferences in Eastern Africa en de Symposium des Conférences Episcopales d’Afrique et de Madagascar.
Apostolisch nuntius voor Zambia is aartsbisschop Gian Luca Perici, die tevens nuntius is voor Malawi.
Zambia heeft geen vertegenwoordiger in het College van Kardinalen.

## Bisdommen
| - Aartsbisdom - Bisdom |

- Kasama
  - Mansa
  - Mpika
- Lusaka
  - Chipata
  - Kabwe
  - Livingstone
  - Mongu
  - Monze
  - Ndola
  - Solwezi

## Nuntii
- Apostolisch pro-nuntius

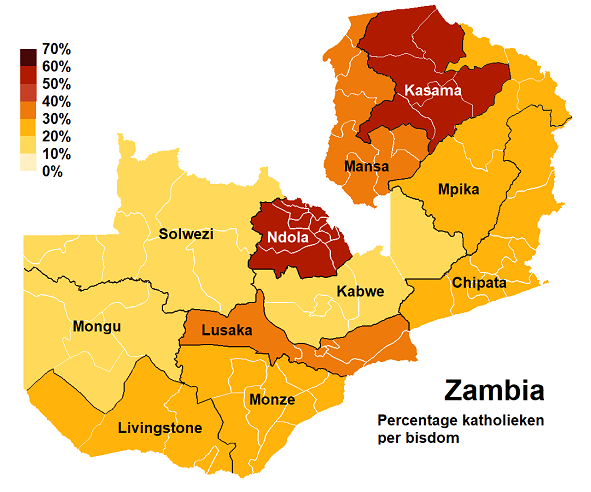
Percentage katholieken per bisdom (cijfers 2019)

  - Aartsbisschop Alfredo Poledrini (27 oktober 1965 – 1970)
  - Aartsbisschop Luciano Angeloni (24 december 1970 – 25 november 1978)
  - Aartsbisschop Giorgio Zur (5 februari 1979 – 3 mei 1985)
  - Aartsbisschop Eugenio Sbarbaro (14 september 1985 – 7 februari 1991)
- Apostolisch nuntius
  - Aartsbisschop Giuseppe Leanza (4 juni 1991 – 29 april 1999)
  - Aartsbisschop Orlando Antonini (24 juli 1999 – 16 november 2005)
  - Aartsbisschop Nicola Girasoli (24 januari 2006 – 29 oktober 2011)
  - Aartsbisschop Julio Murat (27 januari 2012 – 24 maart 2018)
  - Aartsbisschop Gianfranco Gallone (2 februari 2019 - 3 januari 2023)
  - Aartsbisschop Gian Luca Perici (5 juni 2023 - heden)